# جامعة ولاية موراي
جامعة ولاية موراي (MSU) هي جامعة عامة في موراي، كنتاكي. بالإضافة إلى الحرم الجامعي الرئيسي في مقاطعة كالوواي في جنوب غرب كنتاكي، تدير ولاية موراي حرمًا جامعيًا ممتدًا يقدم دورات المستوى الأعلى والدراسات العليا في بادوكا وهوبكينزفيل وماديسونفيل وهندرسون.